# Култишев Артем Сергійович
Артем Сергійович Култишев (* 28 березня 1984, Дніпропетровськ) — український футболіст, півзахисник.

## Біографія
Вихованець клубу «Дніпро» з рідного міста Дніпропетровська, за яке грав у ДЮФЛ. У 2001 році виступав у аматорському чемпіонаті України за «Оріон» із Дніпропетровська та провів 9 матчів у яких забив 3 гол. Потім грав за команду «Угольок» із Донецької області у Другій лізі України. Усього за команду він провів 19 матчів чемпіонату. Після цього грав за херсонський «Кристал», також у Другій лізі, у команді він провів 38 матчів та забив 2 м'ячі.
Влітку 2005 року перейшов у ПФК «Севастополь», разом Сергієм Пучковим, який до цього був головним тренером «Кристала». У своєму першому сезоні в «Севастополі» Артем разом із командою став бронзовим призером Другої ліги. У наступному сезоні 2006/07 «Севастополь» зміг стати переможцем Другої та вийти до Першої ліги.
У січні 2009 року побував на перегляді у сімферопольській «Таврії», де тренером був Сергій Пучков, але вищоліговій команді не підійшов. 2 червня 2010 року у виїзному матчі проти «Львова» (0:1), Култишев забив гол, який вивів «Севастополь» у Прем'єр-лігу України. У сезоні 2009/10 «Севастополь» зміг стати переможцем Першої ліги України та вийти до Прем'єр-ліги. У Прем'єр-лізі дебютував 9 липня 2010 року у виїзному матчі проти луганської «Зорі» (0:0).
Після виходу команди до еліти та появи більш якісних виконавців втратив місце в основі. У січні 2011 року прибув на перегляд до польської «Краківії», разом зі своїм одноклубником із «Севастополя» Юрієм Плешаковим. Також на початку 2011 року був на перегляді у клубі української першої ліги «Нафтовик-Укрнафта», втім жодній команді не підійшов.
Влітку 2011 року був орендований на півроку білоруською «Білшиною» з Бобруйська. Після повернення до «Севастополя» знову не зумів стати основним гравцем і здебільшого грав за резервну команду «Севастополь-2» у Другій лізі, а на початку 2013 року перейшов до армянського «Титану».
У другій половині 2014 року виступав за «Мир» (Горностаївка) у аматорському чемпіонаті України, після чого відправився до окупованого Росією Криму, де виступав у Прем'єр-лізі Криму аж до завершення кар'єри